# Wolfgang Stockinger
Wolfgang Stockinger (* 9. Dezember 1981) ist ein ehemaliger österreichischer Fußballspieler und heutiger Experte für Duale Karriere im Sport.

## Karriere
Wolfgang Stockinger begann seine Profikarriere beim oberösterreichischen Verein SV Ried. In seinem Debüt in der österreichischen Bundesliga erzielte er nur acht Minuten nach der Einwechslung sein erstes Bundesligator.
Im Juli 2006 wurde Stockinger vom niederländischen Profiklub BV Veendam verpflichtet. Kurze Zeit später erlitt er im Training eine schwere Knieverletzung, die eine drei Jahre dauernde Rehabilitation nach sich zog.
Nach einem kurzen Comeback im Jahr 2009 beendete er 2010 seine Fußballkarriere.
Im Anschluss an seine Sportlaufbahn widmete sich der studierte Sozialökonom dem Thema Duale Karriere, in dem verschiedene Bereiche wie Hochleistungssport, Bildung, Jugend, Gesundheit und Arbeitsmarkt zusammen fließen.
Zwischen 2013 und 2018 agierte er als Leiter der Laufbahnentwicklung Österreich der nationalen Organisation für Duale Karriere KADA. Im Jahr 2019 gründete er TW1N, das erste europaweite Consulting-Unternehmen für Duale Karriere im Sport.
Von 2012 bis 2014 war er zudem Funktionär beim FC Puch.